# Antipapa Anacletus al II-lea
Anaclet al II-lea (n. 1090, Roma, Statele Papale – d. 25 ianuarie 1138, Roma, Statele Papale), antipapă.

## Viața și aventura
Pietro Pierleoni, născut din familie de evrei stabiliți la Roma și convertită la creștinism: era fiul unui înalt dregător al orașului.
Călugăr la Cluny, a fost mai apoi cardinal și legat papal în Franța și Anglia. După moartea lui Honoriu al II-lea a fost contrapus lui Grigore Papareschi, ales papă cu numele de Inocențiu al II-lea, care a și fost nevoit să fugă în Franța unde s-a bucurat de sprijinul sf. Bernard de Clairvaux. Astfel ajutat, a câștigat de partea sa pe romani, pe Roger al II-lea al Siciliei, pe Guglielm, ducele de Aquitania și populația de la Milano. Și l-a făcut însă dușman pe Lothar, regele Germaniei. Au urmat opt ani de schismă și de lupte armate, după care Inocențiu al II-lea a fost recunoscut papă legitim și de Germania, Anglia, Franța, Castilia, Genova și Pisa.
După ce au fost abandonate armele, problema a fost încredințată unei comisii juridice, care să verifice validitatea alegerii fiecăruia dintre cei doi papi. Rezultatul a fost în favoarea papei Inocențiu al II-lea.
Anaclet al II-lea a continuat să aibă susținători, chiar și după moartea sa (+1138), ceea ce a dus la încercarea de a alege un alt antipapă (în persoana lui Victor al IV-lea), dar neînțelegerea a fost repede rezolvată (prin aportul sf. Bernard) iar Inocențiu al II-lea a fost definitiv recunoscut papă legitim și valabil.